# Daniel Constantin
Daniel Constantin (n. 26 iunie 1978, Pitești, România) este un politician român, fost deputat.  A fost ministru al Agriculturii și ministru al Mediului, președinte al Partidului Conservator, copreședinte al Partidului Alianța Liberalilor și Democraților (ALDE) și fondator al Partidului Pro Romania.
Absolvent al facultății de Zootehnie (în 2002) și masterand al Facultății de Management, Managementul Calității și Inovației, (în 2004) de la Universitatea de Științe Agronomice și Medicină Veterinară București, a trecut pe rând prin mai multe funcții, ca cea de director general la Agenția de Plăți și Intervenție pentru Agricultură (în perioada aprilie-octombrie 2009), evaluator la Banca Mondială în cadrul proiectului MAKIS, și coordonator al Corpului Consilierilor de Integrare Europeana din cadrul Ministerului Agriculturii, Pădurilor și Dezvoltării Rurale la Ministerul Integrării Europene.
Pe 7 mai 2012 a fost numit Ministrul Agriculturii și Dezvoltării Rurale în guvernul Ponta. În al treilea guvern al lui Victor Ponta, Constantin a fost numit și vice-prim-ministru, ca principal reprezentant al PC în cadrul alianței cu PSD, UNPR și UDMR.
Din 2017, Daniel Constantin a fondat împreună cu Victor Ponta și Sorin Cîmpeanu Partidul Pro România.

## Cariera profesională
Dintre activitățile profesionale sunt de amintit:
- Între aprilie 2009-octombrie 2009 a deținut funcția de Director General al Agenției de Plăți și Intervenție pentru Agricultură;
- Între 2007 și 2009 a ocupat calitatea de evaluator independent al Băncii Mondiale în cadrul proiectului MAKIS
- Între 2003 și 2006 a ocupat funcția de Coordonator al Corpului de Consilieri de Integrare Europeană din cadrul Ministerului Agriculturii, Pădurilor și Dezvoltării Rurale;

Între 1999 și 2003 a ocupat mai multe funcții de reprezentare a Studenților din Universitatea de Științe Agronomice și Medicină Veterinară București, printre care de remarcat sunt:
- Între 2000-2002 a fost președintele Ligii Studenților din Universitatea de Științe Agronomice si Medicină Veterinară București
- Între 2001-2002 a fost membru în Consiliul Național al Studenților pe lângă Ministerul Educației și Cercetării.

## Cariera politică

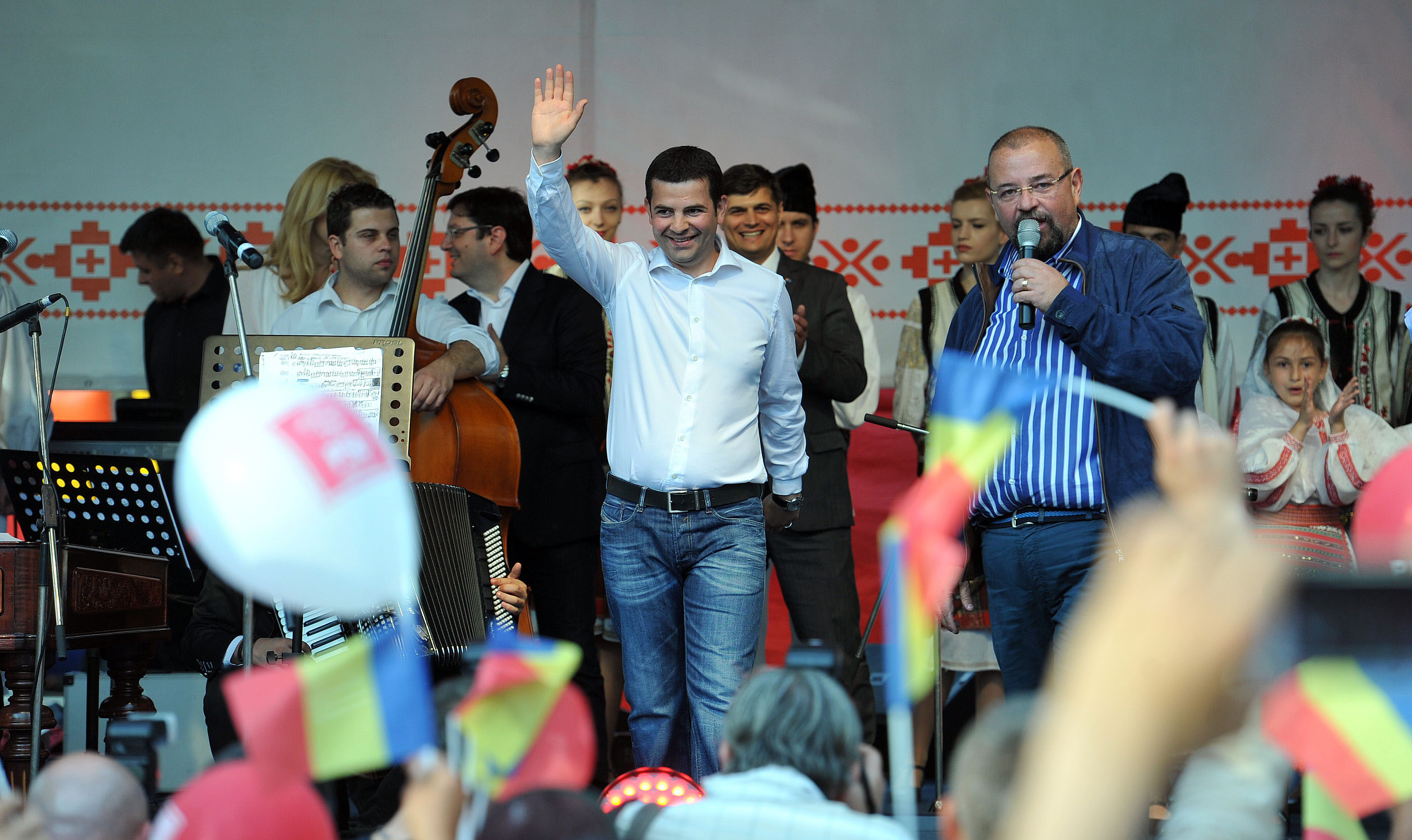
Daniel Constantin și Cristian Popescu Piedone la un miting electoral de susținere a lui Victor Ponta în 2014

Daniel Constantin a fost ales membru al Camerei Deputaților din circumscripția Argeș, pentru prima data în urma algerilor din 2012, din partea Partidului Conservator. Acesta a fost reales în aceeași circumscripție la alegerile din 2016, din partea Partidului Alianța Liberalilor și Democraților (ALDE), și la alegerile din 2020, din partea Partidului Național Liberal.

### Președinte și membru fondator PRO ROMÂNIA
Partidul PRO România a fost lansat de Daniel Constantin în luna mai a anului 2017, în calitate de președinte alături de alți foști membri ai Partidului ALDE. Până la primul congres care a avut loc în octombrie 2018 PRO România a fost condus de Daniel Constantin în calitate de președinte.

### Copreședinte ALDE
Prin fuziunea Partidului Conservator și a PLR a luat ființă Partidul Alianța Liberalilor și Democraților la data de 19 iunie 2015, având ca membru fondator pe Daniel Constantin, acesta având și funcția de copreședinte.

### Președintele PC
În 2006, Daniel Constantin s-a înscris în Partidul Conservator (PC), unde a coordonat activitatea Departamentului de Fonduri Europene.
În 2010, în urma unui congres extraordinar, a fost ales președinte al PC, cu sprijinul fondatorului partidului, Dan Voiculescu. Astfel, Daniel Constantin a devenit cel mai tânăr președinte de partid din România.  

### Ministru al Agriculturii
Daniel Constantin a fost numit în 2012 ministru al agriculturii în guvernul Ponta. Portofoliul agriculturii și numirea lui Constantin în acest post a fost anunțat de premierul Ponta înaintea prezentării componenței guvernului, ceea ce a arătat că poziția sa era stabilită înaintea negocierilor pentru celelalte portofolii.

## Controverse
Daniel Constantin are o datorie personală de aproape 300.000 de euro față de Dan Voiculescu. Ministerul Agriculturii, aflat sub conducerea lui Daniel Constantin, este în litigiu cu grupul GRIVCO, controlat de Voiculescu, acuzând un prejudiciu de 60 de milioane de euro, în urma privatizării frauduloase a Institutului de Cercetări Alimentare (ICA). Voiculescu a fost trimis in judecată în decembrie 2008, în dosarul privind privatizarea ICA, companie de stat achiziționată de Voiculescu de la stat după ce a fost subevaluată cu peste 60 de milioane de euro. Astfel, Constantin este suspectat de a fi fost numit ministru doar pentru a-i elimina.
Ulterior, în virtutea acestei datorii, Agenția Națională de Administrare Fiscală a câștigat în 2018 un proces împotriva lui Daniel Constantin în care statul trebuie să recupereze o parte din prejudiciul din dosarul ICA din achitarea acelei datorii.